# TV 1861 Marktsteft
Der Turnverein 1861 Marktsteft  e. V. ist heute ein Mehrspartensportverein in der unterfränkischen Gemeinde Marktsteft, der die Sportarten Handball, Volleyball, Tischtennis, Laufteam, Gymnastik und
Turnen anbietet.

## Geschichte
Der Verein wurde 1861 als reiner Turnverein gegründet und bereits ein Jahr später wurde die Vereinsfahne geweiht. Während des Deutsch-Französischen Krieges 1870/1871 wurden die Aktivitäten nahezu eingestellt und erst 1896 wieder belebt. Auch während der beiden Weltkriege kam das Vereinsleben zum Erliegen. Mitte der 1920er Jahre wurde die Handball-Abteilung ins Leben gerufen und am 14. Oktober 1928 nahm der TV Marktsteft mit einer Abordnung an einer Feierstunde für Friedrich Ludwig Jahn teil, als er einen Ehrenplatz in der Walhalla bei Regenstauf erhielt. In der Nachkriegszeit nahm der Handball im Verein in den 1960er Jahren einen deutlichen Aufschwung, der bis in die Gegenwart reicht.

## Handball
Die größten Erfolge der in den 1920er Jahren gegründeten Handballabteilung war von Frauen und Männern der Aufstieg in die Bayerische Landesliga und die Vizemeisterschaft der Frauen in der Landesliga Nord.
Die TV-Handballer nehmen aktuell mit drei Herrenmannschaften, zwei Damenteam und fünf Nachwuchsmannschaften am Spielbetrieb des Bayerischen Handballverbandes (BHV) teil. Die 1. Herrenmannschaft und das 1. Damenteam spielen 2024/25 jeweils in der fünftklassigen Oberliga Nord.

### Erfolge
Männer
- 2022 Aufstieg in die Landesliga Nord[2]
- 2017 Aufstieg in die Landesliga Nord.
- 2006 Aufstieg in die Landesliga Nord.[3]
- Unterfränkischer Meister 2006, 2017, 2022

Frauen
- 2022 Nordbayerischer Landesliga−Vizemeister
- 2019 Aufstieg in die Landesliga Nord[4]
- 2009 Aufstieg in die Landesliga Nord.[5]
- Unterfränkischer Meister 2009, 2019

#### Spielerpersönlichkeiten
- Sergei Wassiljewitsch Ladygin
- Cara Reuthal

## Spielstätte
Heimspiele der Handballer finden in der örtlichen Mehrzweckhalle statt.